# Giáo dục Hàn Quốc
Giáo dục Hàn Quốc là nền giáo dục của chính thể Đại Hàn Dân Quốc. Đây là một trong những quốc gia có chính sách chi trả tiền lương cho giáo viên cao nhất châu Á.

## Cấp học

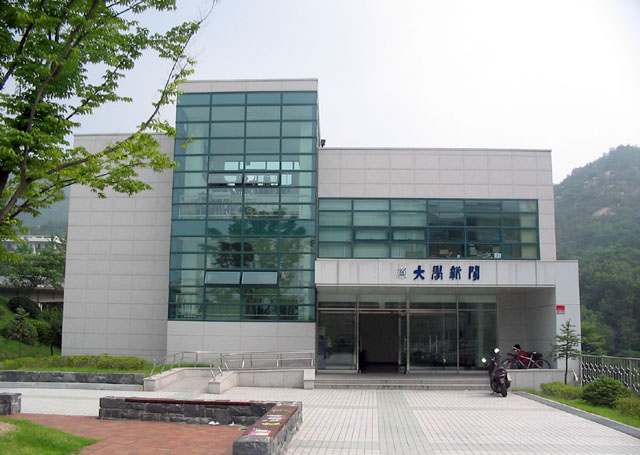
Đại học Quốc gia Seoul, một trong những đại học danh giá nhất Hàn Quốc

Hàn Quốc áp dụng giáo dục bắt buộc cho toàn dân đến hết cấp II (trung học cơ sở). Cụ thể:
- Mầm non: nhà trẻ; thông thường từ 0 đến 3 tuổi, mẫu giáo từ 4 đến 6 tuổi
- Tiểu học: 6 năm, từ 7 đến 12 tuổi
- Trung học cơ sở: 3 năm, từ 13 đến 15 tuổi
- Trung học phổ thông hoặc trung học hướng nghiệp (kết hợp học nghề và học văn hóa): 3 năm từ 16 đến 18 tuổi
- Cao đẳng hoặc học nghề: từ 2 đến 3 năm
- Đại học: từ 4 đến 6 năm tùy theo ngành học
- Sau đại học: thạc sĩ: 2-3 năm, tiến sĩ: 2-4 năm

## Thời gian học
Tại các trường học ở Hàn Quốc, một năm học chia thành 2 kỳ: học kỳ 1 bắt đầu từ tháng 3 đến tháng 8, học kỳ 2 bắt đầu từ tháng 9 và kết thúc vào tháng 2 năm sau. Mỗi năm học sẽ có 2 kỳ nghỉ; kỳ nghỉ hè từ tháng 7 đến tháng 8 và kỳ nghỉ đông từ cuối tháng 12 đến tháng 2 năm sau.

## Đánh giá
Trong bảng xếp hạng top 20 nền giáo dục tốt nhất thế giới năm 2017 của NJ MED, Hàn Quốc đứng thứ nhất (năm thứ 4 liên tiếp). Năm 2017, trong chương trình đánh giá giáo dục quốc tế do Tổ chức Hợp tác và Phát triển Kinh tế (OECD) chỉ đạo, giáo dục khoa học của Hàn Quốc đứng thứ 3 thế giới và cao hơn mức trung bình của OECD.
Cũng như nhiều quốc gia Đông Á khác, giáo dục ở Hàn Quốc được coi trọng và ưu tiên, tuy nhiên đi kèm theo đó là những áp lực nặng nề đối với học sinh.